# Łusecznik junnański
Łusecznik junnański (Ichthyophis bannanicus) – gatunek płaza beznogiego z rodziny Ichthyophiidae występujący w południowych Chinach oraz w Wietnamie, gdzie zasiedla m.in. lasy i potoki. Z wyglądu przypomina dżdżownicę, a ciało przybiera barwę brązowawo-czarną na grzbiecie oraz żółtą na brzuchu. Rozmnaża się od kwietnia do maja, a larwy rozwijają się w wodzie, gdzie żywią się glonami, planktonem i niewielkimi bezkręgowcami. Gatunek najmniejszej troski (LC) w związku z m.in. szerokim zasięgiem występowania i dużą populacją. Badania genetyczne Nishikawa i in. (2021) wykazały, że takson ten powinien być traktowany jako młodszy synonim Ichthyophis kohtaoensis.

## Wygląd
Z wyglądu przypomina dżdżownicę. Oczy są małe, brak w nich powiek, schowane są pod skórą. Gatunek ten posiada również czułka czuciowe między okiem, a nozdrzem po obu częściach ciała. Na całej długości ciała występuje około 360 skórnych fałdów przypominających pierścienie. Ciało przybiera barwę brązowowawo-czarną na górnej części, brzuch natomiast pokryty jest podłużnym żółtym pasem.

## Zasięg występowania i siedlisko
Gatunek ten występuje w południowych Chinach (prowincje Junnan, Kuangsi, Guangdong) na wysokościach bezwzględnych 100–900 m n.p.m., a także w Wietnamie – do 1200 m n.p.m. Zasiedla potoki, strumienie, rzeki, stawy, bagna, a także pola uprawne.

## Rozwój
Postać dorosła prowadzi podziemne życie, znaleźć ją można w luźnych warstwach gleby, larwy są natomiast wyłącznie wodne. Od kwietnia do maja samica składa około 30 jaj w zagłębieniu wykopanym w pobliżu zbiornika wodnego. Tuż po wykluciu larwy przemieszczają się do zbiornika wodnego, w którym żywią się glonami i planktonem. W sprawnym poruszaniu się w środowisku wodnym pomaga im krótki ogon oraz linia boczna. W późniejszym stadium rozwoju larwy zaczynają żywić się wodnymi bezkręgowcami. Do przeobrażenia dochodzi w momencie, kiedy larwy osiągną długość ok. 18 cm. W niewoli dorosłe osobniki odżywiają się wyłącznie dżdżownicami. 

## Status
Gatunek najmniejszej troski (LC) w związku z szerokim zasięgiem występowania, potencjalnie dużymi rozmiarami populacji, a także dobrze rozwiniętymi zdolnościami adaptacyjnymi.